# Imatge digital
Una imatge digital, també anomenat gràfic digital, és una representació bidimensional d'una imatge utilitzant bits (uns i zeros). Depenent de si la resolució de la imatge és estàtica o dinàmica, pot tractar-se d'un gràfic rasteritzat o d'un gràfic vectorial. Llevat que s'indiqui el contrari en general per imatge digital s'entén gràfic rasteritzat.

## Història
La primera imatge a escanejar, emmagatzemar, i tornar a crear en píxels digitals va aparèixer a 'Standards Eastern Automatic Computer' de 'NIST'. L'avenç de les imatges digitals va continuar en la dècada del 1960, juntament amb el desenvolupament del programa espacial i en la investigació mèdica. Van començar projectes en el laboratori de propulsió a raig, el 'MIT', 'Bell Labs', i la Universitat de Maryland, entre d'altres, que utilitzaven imatges digitals per avançar les imatges de satèl·lit, imatges mèdiques, la tecnologia de video conferència, reconeixement de caràcters, i la millora de fotografia.
Els ràpids avenços en imatge digital es van iniciar amb la introducció dels microprocessadors a principis de 1970, juntament amb els avenços en emmagatzematge i tecnologies relacionades amb la pantalla. La invenció de la tomografia axial computada (exploració per TAC), usant raigs X per produir una imatge digital d'un "tall" a través d'un objecte tridimensional, va ser de gran importància per al diagnòstic mèdic. Així com l'origen de les imatges digitals, la digitalització d'imatges analògiques ha permès la millora i restauració d'artefactes arqueològics i va començar a ser utilitzat en camps tan diversos com la medicina nuclear, l'astronomia, l'aplicació de la llei, la defensa i la indústria.
L'avenç en la tecnologia dels microprocessadors va aplanar el camí per al desenvolupament i el marketing de dispositius de càrrega acoblada (CCDs) per a l'ús en un alt rang de dispositius de gravació d'imatge i gradualment va desplaçar l'ús del film analògic a la fotografia i el video prop del final del segle 20. La potència d'ordinador necessària per processar la imatge digital capturada també va permetre que les imatges digitals generades per ordinador tinguessin un nivell de refinament proper al fotorealisme.

## Tipus d'imatge digital
Cada píxel d'una imatge està associat a una posició específica en una imatge bidimensional, i cadascuna d'aquestes posicions contindrà un valor que simbolitzarà la seva naturalesa. Les imatges digitals es poden classificar segons aquesta naturalesa:
- Binàries: cada píxel pot contenir un 0 o un 1, convertint la imatge en blanc o negre.
- Escala de grisos: el valor dels píxels comprèn un rang de valors que determinen la intensitat del to de gris.
- Color: també anomenades RGB, són la representació més ajustada al món real.
- Color fals: segueix la mateixa estructura que les imatges a color, però en aquest cas la seva representació no s'ajusta a la realitat.
- Multi-espectral: en aquest cas, la imatge està representada segon el seu espectre electromagnètic, de manera que, mitjançant filtres, podem captar-la amb diferents zones de freqüència. Per exemple, podríem observar una imatge segons el seu espectre infraroig, entre d'altres.
- Temàtica: és el resultat de la classificació de les imatges multi-espectral, de manera que se centra en només un rang de valors.
- Funció imatge: en aquest cas en particular, una funció f(x,y) determina el seu valor d'intensitat a la imatge segons la seva posició x i y.

A part de les imatges en 2D, també apareixen les imatges representades a la tercera dimensió, on cada píxel està representat com un vòxel.

## Generació i tractament d'imatges
Hi ha diverses maneres d'introduir la informació visual a l'ordinador; principalment, hi ha dos procediments conceptualment molt diferents que poden donar resultats equiparables. Aquests son la creació o generació de gràfics i la digitalització d'imatges. Les imatges digitals es poden modificar mitjançant filtres, afegir o suprimir elements, modificar la seva grandària, etc. i emmagatzemar-se en un dispositiu d'enregistrament de dades com per exemple un disc dur.

### Creació o Generació de gràfics
En les tècniques de creació o generació de gràfics, la imatge s'introdueix directament en l’ordinador. El més habitual és fer-ho dibuixant amb una tauleta digitalitzadora, amb un ratolí, amb un llapis òptic o amb un dispositiu assenyalador qualsevol comandat per un software de dibuix d'alt nivell que té, a més, un ample conjunt de funcions de creació i transformació de figures. Un exemple d'aquests tipus de programes són els modelatges en 3D. Permeten construir un objecte tridimensional a partir de les tres projeccions sobre els tres plans de coordenades. És l'opció bàsica emprada en les pel·lícules d'animació. Aquestes doncs, son imatges sintètiques digitals que, en casos, s'anomenen gràfics d'ordinador.

### Digitalització d'imatges
Les tècniques de digitalització d'imatges per mitjà de dispositius de conversió analògica-digital com els escàners i les càmeres digitals converteixen una imatge analògica en un fragment d'informació binària modelable per un ordinador i que per tant es podrà col·locar com una part de la seva memòria RAM o guardar-se en un disc dur o DVD. Una vegada la imatge s'ha convertit en arxiu, no hi ha cap diferència entre un gràfic i una imatge. Es tracta d'una memòria de vídeo i l'ordinador podrà tractar i retocar exactament de la mateixa manera, independentment de l'aspecte que pugui tenir per nosaltres. El tractament de la imatge és doncs independent del seu origen i sovint es barregen en un sol resultat parts provinents de la realitat amb parts construïdes directament.

### Mitjançant la càmera digital
Tot i això, la manera més utilitzada per a la producció d'imatges digitals és el seu enregistrament mitjançant càmeres fotogràfiques digitals. L'objectiu d'aquestes es projecta sobre un sensor sòlid de la imatge, conegut com a Charge Coupled Device. El CCD d'una càmera digital conté una matriu constituïda per centenars de milers de minúscules cèl·lules fotosensibles que capten la intensitat lluminosa en petites seccions d'imatge i així crea els píxels. Aquestes en un principi imitaven i feien la funció de les partícules de clorur de plata en la càmera analògica. Per a captar imatges en color, a sobre les cèl·lules fotosensibles es munten filtres pels colors bàsics: Blau, Vermell i Verd (RGB).

## Visualització
Per a visualitzar una imatge digital cal un programa de visualització que converteixi la informació binària continguda en el fitxer en punts de color perceptibles per l'ull humà, anomenats píxels i un dispositiu que permeti la seva renderització, típicament una pantalla d'ordinador. A Internet els formats d'imatges digitals més estesos són:
- JPG, GIF i PNG per a imatges rasteritzades.
- SVG per a gràfics vectorials, format estàndard del W3C (World Wide Web Consortium).

Algunes imatges científiques poden ser molt grans (per exemple, la mida de 46 gigapíxels de la Via Làctia, d'uns 194 Gb). Aquestes imatges són difícils de descarregar i se solen navegar en línia a través d'interfícies web més complexes.

## Estructura
La majoria de formats d'imatges digitals estan compostos per una capçalera que conté atributs (dimensions de la imatge, tipus de codificació, etc.), seguida de les dades de la imatge en si mateixa. L'estructura dels atributs i de les dades de la imatge és distint en cada format.
A més, els formats actuals afegeixen sovint una zona de metadades ("metadata" en anglès) que serveix per a precisar informació addicional sobre la imatge, com per exemple:
- la data, l'hora i el lloc on es va prendre la imatge
- les característiques físiques de la fotografia (fotosensibilitat ISO, velocitat d'obturació, flash, etc.)

Aquestes metadades s'utilitzen molt sovint en el format Exif (extensió del format JPG), que és el format més utilitzat en les càmeres digitals.

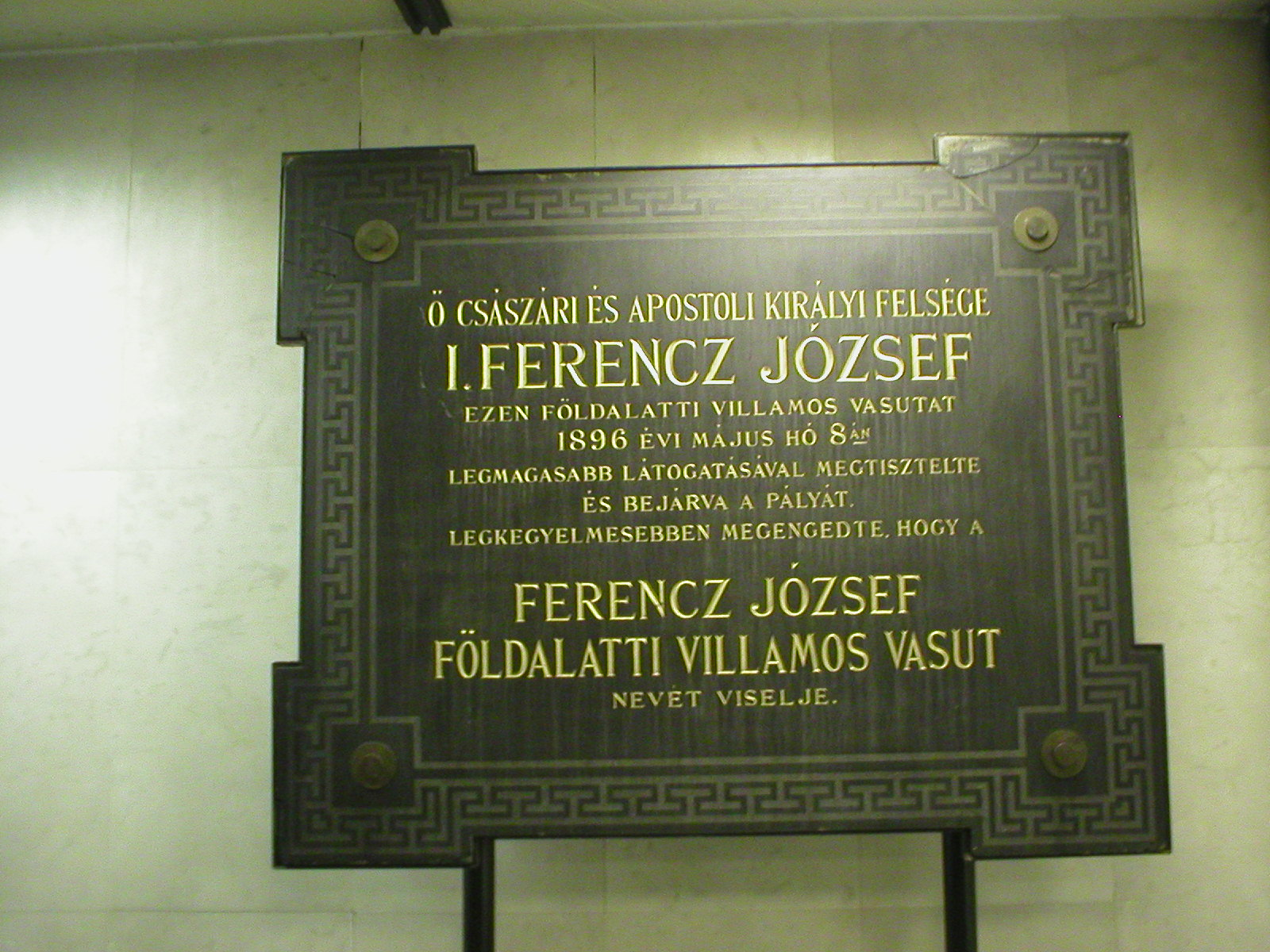
Fotografia original d'una placa commemorativa.

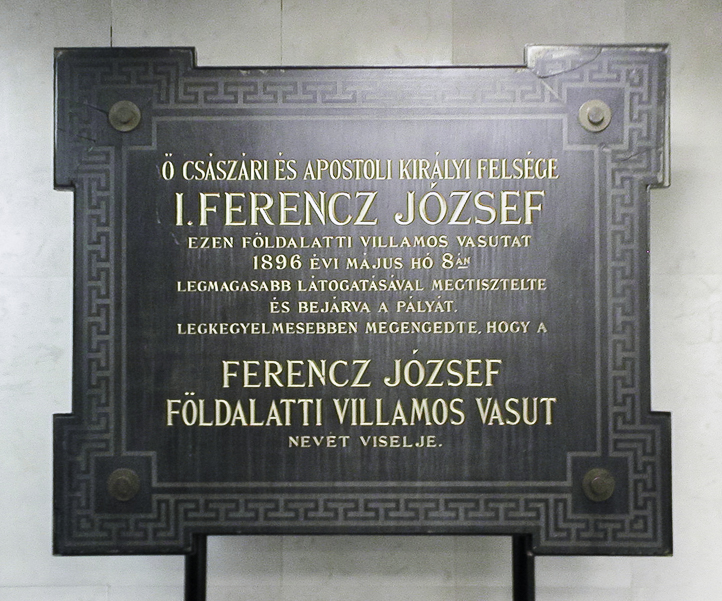
La mateixa fotografia després d'una edició amb un editor d'imatges.

## Formats d'arxiu de mapa de bits
La majoria d'usuaris entren en contacte amb les imatges digitals a través de càmeres digitals. Algunes càmeres digitals permeten accedir a gairebé totes les dades capturades per la càmera, utilitzant un format d'imatge RAW. Les Directrius Universals Fotogràfica d'Imatges (UPDIG segons sigles en anglès) suggereix que aquest format s'utilitzarà quan sigui possible, ja que els arxius bruts tenen les imatges de millor qualitat. Aquests formats d'arxiu permeten tant al fotògraf com a l'agent de transformació un major nivell de control i precisió a la sortida. Malauradament, hi ha un inconvenient amb els secrets de propietat intel·lectual per a alguns fabricants de càmeres, però les organitzacions estan tractant d'influir en els fabricants perquè aquests aprofitin aquests registres públics. Una alternativa pot ser un negatiu digital (DNG) un producte propietari d'Adobe descrit com "format públic, arxiu de càmera digital de dades en brut". Encara que aquest format no és universalment acceptat, el suport per al producte està creixent i la confiança d'arxiu està construint.
Hi ha també altres formats de creació, emmagatzematge i manipulació d'imatges digitals utilitzats en el nostre dia a dia, tot i que presenten una menor profunditat de bits. Aquests són molt nombrosos, entre ells podem trobar BMP, GIF, TIFF, JPEG, PCX... Encara que els més utilitzats són:
JPEG (.jpg): és el format de compressió més popular per a emmagatzemar imatges fotogràfiques, enviar-les per correu electrònic i la seva publicació en webs. Aquesta compressió produeix pèrdues d'informació i afecta negativament a la qualitat de la imatge. Un cop s'elimina informació implica que l'arxiu sigui més lleuger. El format JPEG té diferents nivells: poca compressió i major qualitat d'imatge o una compressió més gran i una qualitat més pobre.
GIF (.gif): és, juntament amb el jpg, el format més utilitzat en la xarxa. Es tracta d'una bona opció per a guardar imatges no fotogràfiques (logotips, imatges de colors plans...)
TIFF (.tiff): aquest format és compatible amb gairebé totes les aplicacions d'autoedició i tractament d'imatges. S'utilitza com a format de transferència d'imatges i és un dels més estesos en la indústria gràfica gràcies a la seva qualitat. Les compressions d'arxius realitzades amb aquest format són reversibles, sense cap mena de pèrdua d'informació en el procés.

## Edició d'imatges
L'edició digital d'imatges s'ocupa de l'edició amb computadores d'imatges digitals, conjuntament amb un gràfic rasteritzat, en la majoria dels casos fotos o documents escanejats. Aquestes imatges són modificades per optimitzar-les, manipular-les, retocar-les, etc. amb la finalitat d'aconseguir la meta desitjada.
Una de les metes pot ser eliminar els errors que poden haver-se produït durant l'escaneig o al fotografiar, per exemple sobreexposició, baixaexposició, falta de contrast, soroll en la imatge, efecte dels ulls vermells, línies paral·leles en perspectiva, etc. Aquest errors es produeixen per defectes tècnics en els aparells fotogràfics, escàner, condicions de treball precàries, errors en l'operació o originals defectuosos.
Les imatges al costat dret mostren algunes de les potencialitats de l'edició d'imatges: la imatge superior se veu obscura, el text difús i el motiu fora de centre. La imatge inferior està corregida i es veu més nítida, millor il·luminada i l'objecte posat més al centre, es veu més present.
El retoc tradicional és reemplaçat cada vegada més per l'edició digital, molt sovint l'edició d'imatges digitals està inclosa dintre del procés d'impressió digital.
No s'ha de confondre l'edició d'imatges amb el processament digital de senyals ni amb el disseny gràfic.